# Oecetis diclava
Oecetis diclava är en nattsländeart som beskrevs av Wolfram Mey 1998. Oecetis diclava ingår i släktet Oecetis och familjen långhornssländor. Inga underarter finns listade i Catalogue of Life.